# 克拉根福乡村县
克拉根福乡村县（德語：Bezirk Klagenfurt-Land）是奧地利克恩頓州的一個縣，位於該州的東南部。面積765.6平方公里。2001年人口56,391人。縣治克拉根福為一法定城市，並被本縣自東、西、南三個方向包圍。
下分19個市镇，其中1个城市，8集镇，10个普通市镇。